# 忍空
《忍空》是日本漫畫家桐山光侍創作的日本漫畫作品。另有改編成電視動畫、動畫電影。電視動畫由富士電視台於1995年1月14日至1996年2月24日播放，全55話。
標題的「忍空」是作品中登場的架空武術名稱，結合忍術跟空手道。

## 故事大綱
第一幕（ファーストステージ）
在治理了忍空組所活躍的戰亂之後的江戶曆（EDO暦）3年，風助在旅行途中目擊到忍空組剩下的的餘黨們正在做壞事。在另一方面與風助同於忍空修行的橙次去接應被囚禁的餘黨和激進派們，同時他們自稱為「忍空狼」並把一個接一個讓隊長們顏面無光然後握有一定實力的刺客們從干支忍那邊放出來，就這樣雙方發動了忍空戰爭。
第二幕（セカンドステージ）
室町曆（MUROMACHI暦）155年，在戰亂中父母雙亡的風助遇到了橙次，下定決心要學習忍空。在那2年後已經察覺到群雄割據的勢力即將要整合的忍空組首領麗朱為該戰亂畫下了終止符，然後召集身為徒弟的干支忍們，不料風助一行人在這召集的途中跟「夜叉」聯合軍給對峙上。

## 登場人物
風助（聲：松本梨香；台灣：馮友薇）
本作主角。原本的身分為忍空組1番隊隊長「子忍」。別名為「風之風助」，在漫畫版第一幕和動畫版的年齡都是12歲。外表是個子非常小但是卻有不符比例的大頭、看不出任何表情的圓形大眼與跟青蛙的表情相似的舌頭和往後戴上的棒球帽、雖然個子小但食量很大，曾自言說「我平常可以吃20人份」。平常是一副相當悠閒、看不出來在想什麼而且愛好和平、希望大家都能幸福過生活的善良少年，有著心裡想到什麼就會直接說出來的性格，但因為本人曾有過無視於對手的心情無惡意的不斷好言勸說的事情而讓里穗子有著「你的腦袋有製造出肌肉了嗎？」的評語。
藍朓（聲：真殿光昭；台灣：魏伯勤）
另一位主角。原本的身分為忍空組10番隊隊長「酉忍」。別名為「空之藍朓」，動畫版年齡為23歲。由於在過去的戰爭中被雙親拋棄在村內、又被一個接一個的夥伴給背叛以致自己不再相信任何人，成為四處流浪的不良少年。後來在風助與橙次的幫助下第一次接觸到人情的溫暖然後開始共組成「忍空」，但因為在不良少年時代培養起來的易怒性格幾乎未變，所以跟風助相反凡是敵對的一方都不會手下留情。
橙次（聲：小杉十郎太；台灣：郭如舜）
動畫第三集登場，原本的身分為忍空組6番隊隊長「巳忍」。別名為「大地之橙次」，動畫版年齡為30歲。有著溫和不過相當凜然的性格，在大戰時期就有干支忍隊長的風範。故事開始當時由於立場是支援忍空狼那一方所以被抓住，在被風助一行人救出來之後重新振作並且阻止忍空狼的野心。喜歡穿日式吊帶褲、在戰鬥或者是其他場合都會脫下長約六呎的吊帶褲（在脫下來之後相當多次都是全裸的情形）、另外有著經常放屁的壞習慣，目的是要引起風助和藍朓的注意（動畫版沒有此設定，放屁的壞習慣與戲份由洋之代替），每次放屁時相當臭，其程度能令聞到的人喪失心神。興趣是製作模型飛機而且特別喜歡親自操作最愛的興登堡號飛行船模型，由於瓦斯不足和中途休眠運轉、準備失誤導致每次螺絲飛過來就空中解體，然後自己始終沒有反省過。
黃純（聲：松本保典）
原本的身分為忍空組7番隊隊長「午忍」。別名為「冰之黃純」，在大戰中負責演奏玩具鋼琴，使在戰爭中疲累的戰士安定心神。因為自己任性地要求自己的未婚妻水菜來見面卻因此發生事故死亡的關係，為了補償就繼續寫歌詞。同時是自殺未遂者的關係所以經常上斷頭台、但因為有鍛鍊的原故所以依然還活著（事實上是因為身上有著貧血會經常發作的微妙虛弱體質），既使如此但也不失干支忍們的稱讚。【第一幕】的外表是染金髮和塗口紅，看起來很像是視覺系歌手，大戰時期的回憶中長相是除了綁上去的黑髮外就是個很普通的青年。
赤雷（聲：石田彰）
原本的身分為忍空組5番隊隊長「辰忍」。別名為「炎之赤雷」，在樣貌上比起其他的成員穩重冷靜，有著隨時打瞌睡的習慣，只要空閒的時間會立刻睡著。興趣是繪畫和寫生、不過多數是中途打瞌睡的情形特別多，外表是相當溫柔而且眼睛下垂的樣子。
紫雨（聲：大塚明夫）
漫畫版【第二幕】登場。原本的身分為忍空組11番隊隊長「戌忍」。別名為「野生之紫雨」，可以看見狗與飛龍之類的動物而且能夠使喚他們，在忍空當中最會把「忍」給放置在重點的前提所行動的成員，既使是忍空的同伴們也都從未沒看過他的長相（雖然有幾次是在風助一行人面前有露過臉，但是沒有描繪出長相），由於嗅覺非常敏銳的關係所以在橙次放屁的時候會很激烈地對此反感。

### 主角的夥伴們
洋之（聲：鈴木勝美）
橙次所飼養的企鵝。之前由藍朓飼養，在過去藍朓於忍空裡面臨時修行之際曾向風助與橙次預約。基本上是不會說話，在動畫版則是會發出的叫聲，由於自己力氣大的關係所以腳力非常快，但有無論在哪些地方都會毫無顧慮的剉屎的習慣。動畫版則代替橙次放屁的壞習慣與戲份，在原作中與橙次一樣有著放屁非常臭的特徵。
里穗子（聲：林原めぐみ；台灣：方雪莉）
橙次的妹妹。雖然本人自稱說「喜歡讀書且具有很意外能親人的成熟感的性格」，但實際上是個小氣女孩。因為在小時候在托兒所（相當於幼稚園）上學時有個告白的初戀對象(庸嗣君)跟藍朓長相神似的原故。

## 出版書籍
NINKU -忍空-
- 單行本

| 冊數 | 集英社        | 集英社                 | 東立出版社     | 東立出版社         |
| 冊數 | 發售日期      | ISBN                   | 發售日期       | ISBN               |
| ---- | ------------- | ---------------------- | -------------- | ------------------ |
| 1    | 1994年1月11日 | ISBN 978-4-08-871106-5 | 1994年4月10日  | ISBN 957-34-1527-5 |
| 2    | 1994年3月4日  | ISBN 978-4-08-871108-9 | 1994年6月15日  | ISBN 957-34-1528-3 |
| 3    | 1994年5月2日  | ISBN 978-4-08-871109-6 | 1994年6月25日  | ISBN 957-34-1529-1 |
| 4    | 1994年8月4日  | ISBN 978-4-08-871110-2 | 1994年10月10日 | ISBN 957-34-2349-9 |
| 5    | 1994年11月4日 | ISBN 978-4-08-871885-9 | 1995年2月5日   | ISBN 957-34-2350-2 |
| 6    | 1995年2月3日  | ISBN 978-4-08-871886-6 | 1995年5月20日  | ISBN 957-34-2351-0 |
| 7    | 1995年4月4日  | ISBN 978-4-08-871887-3 |                | ISBN 957-34-3147-5 |
| 8    | 1995年8月4日  | ISBN 978-4-08-871888-0 |                | ISBN 957-34-3148-3 |
| 9    | 1995年11月2日 | ISBN 978-4-08-871889-7 |                | ISBN 957-34-3578-0 |

- 文庫版

| 冊數 | 集英社         | 集英社                 |
| 冊數 | 發售日期       | ISBN                   |
| ---- | -------------- | ---------------------- |
| 1    | 2006年11月17日 | ISBN 4-08-618532-6     |
| 2    | 2006年11月17日 | ISBN 4-08-618533-4     |
| 3    | 2007年1月18日  | ISBN 978-4-08-618534-9 |
| 4    | 2007年1月18日  | ISBN 978-4-08-618535-6 |
| 5    | 2007年2月16日  | ISBN 978-4-08-618536-3 |
| 6    | 2007年2月16日  | ISBN 978-4-08-618537-0 |

忍空〜SECOND STAGE 干支忍篇〜
| 冊數 | 集英社        | 集英社                 | 東立出版社     | 東立出版社             |
| 冊數 | 發售日期      | ISBN                   | 發售日期       | ISBN                   |
| ---- | ------------- | ---------------------- | -------------- | ---------------------- |
| 1    | 2006年3月3日  | ISBN 978-4-08-874118-5 | 2007年6月27日  | ISBN 978-986-11-9902-3 |
| 2    | 2006年10月4日 | ISBN 978-4-08-874259-5 | 2007年7月5日   | ISBN 978-986-11-9903-0 |
| 3    | 2007年4月4日  | ISBN 978-4-08-874350-9 | 2007年9月3日   | ISBN 978-986-11-9904-7 |
| 4    | 2007年11月2日 | ISBN 978-4-08-874439-1 | 2008年2月25日  | ISBN 978-986-10-1003-8 |
| 5    | 2008年5月2日  | ISBN 978-4-08-874529-9 | 2008年8月19日  | ISBN 978-986-10-1892-8 |
| 6    | 2008年11月4日 | ISBN 978-4-08-874556-5 | 2009年2月12日  | ISBN 978-986-10-2832-3 |
| 7    | 2009年5月1日  | ISBN 978-4-08-874673-9 | 2009年11月12日 | ISBN 978-986-10-3755-4 |
| 8    | 2009年11月4日 | ISBN 978-4-08-874759-0 | 2010年2月2日   | ISBN 978-986-10-4829-1 |
| 9    | 2010年4月20日 | ISBN 978-4-08-870061-8 | 2010年8月4日   | ISBN 978-986-10-5548-0 |
| 10   | 2010年11月4日 | ISBN 978-4-08-870140-0 | 2011年3月14日  | ISBN 978-986-10-6858-9 |
| 11   | 2011年5月2日  | ISBN 978-4-08-870231-5 | 2011年11月16日 | ISBN 978-986-10-7994-3 |
| 12   | 2011年11月4日 | ISBN 978-4-08-870309-1 | 2012年8月23日  | ISBN 978-986-10-9168-6 |

忍空 零-忍空短篇集-
| 冊數 | 集英社        | 集英社                 | 東立出版社     | 東立出版社             |
| 冊數 | 發售日期      | ISBN                   | 發售日期       | ISBN                   |
| ---- | ------------- | ---------------------- | -------------- | ---------------------- |
| 全   | 2007年11月2日 | ISBN 978-4-08-874440-7 | 2009年10月21日 | ISBN 978-986-10-4374-6 |

## 電視動畫
1995年1月14日到1996年2月24日於富士電視台系列進行放送、全55話。以原作（First Stage）為改編基礎。
平均收視率約12.6%、最高收視率約22.1%（由Video Research調查関東地區的數據）。
2015年為動畫放送20週年之後以發表Blu-ray BOX作為發售紀念的一環。

### 製作團隊
- 原作：桐山光侍（集英社『Jump Comics』刊）
- 製作：布川郁司（Studio Pierrot）
- 企劃：大野實（讀賣廣告社）
- 製作人：清水賢治、金田耕司（富士電視台）、木村京太郎（讀賣廣告社）、萩野賢（Studio Pierrot）
- 系列構成：橋本裕志
- 主要人物設計：北山真理
- 人物設計：西尾鉄也
- 片頭、片尾動畫：西尾鉄也、水野和則
- 美術設計：池田祐二
- 美術監督：高田茂祝
- 攝影監督：福島敏行
- 音樂：本間勇輔
- 音響監督：水本完
- 監督：阿部紀之
- 背景：Studio Wyeth Company、atelier bwca
- 機械設計：小林裕也
- 色彩構成原案：岩見美香
- 色彩指定：岡弘行、藤川千奈実、遠藤祐子
- 編輯：廚川治彥、植松淳一
- 效果：加藤昭二（Anime Sound Production）
- 製作：富士電視台、讀賣廣告社、Studio Pierrot
- 著作：桐山光侍／集英社、富士電視台、讀賣廣告社、Studio Pierrot

### 主題曲
※ 這裡的主題曲為2015年發售Blu-ray BOX 1卷的追加特典（為BANDAI VISUAL直售網站「BVC」的購入限定）「主題曲完全收錄CD」為題收錄在同梱BD中。
片頭曲
『輝きは君の中に』
作詞 - 中島章子 / 作曲 - 山石敬之 / 編曲 - 井上鑑 / 歌 - 鈴木結女
片尾曲
- 第1話 - 第28話

『それでも明日はやってくる』
作詞・作曲・歌 - 鈴木結女 / 編曲 - 崩場将夫
- 第29話 - 第50話

『空の名前』
作詞 - 山田廣之・鈴木結女 / 作曲・歌 - 鈴木結女 / 編曲 - 吉田智
- 第51話 - 第55話

『それぞれの明日へ』
作詞・歌 - 鈴木結女 / 作曲 - 土橋雅樹 / 編曲 - 西脇辰彌

### 各話列表
| 話數 | 標題 | 中文標題                      | 腳本           | 演出              | 分鏡              | 作畫監督 | 美術            | 首播日期       |
| ---- | ---- | ----------------------------- | -------------- | ----------------- | ----------------- | -------- | --------------- | -------------- |
| 1    |      | 子時忍者風助!                 | 橋本裕志       | 阿部紀之          | 阿部紀之          | 千葉道徳 | 長崎齊          | 1995年 1月14日 |
| 2    |      | 酉忍隊長登場                  | 橋本裕志       | 橋本光夫          | 橋本光夫          | 星和伸   | 高橋忍          | 1月21日        |
| 3    |      | 大地的橙次!                   | 橋本裕志       | 上田茂            | 榎本明廣          | 榎本明廣 | 工藤英昭        | 1月28日        |
| 4    |      | 襲擊者們                      | 橋本裕志       | 小柴純彌          | 小柴純彌          | 井上敦子 | 高田茂祝        | 2月4日         |
| 5    |      |                               | 橋本裕志       | 水野和則          | 高橋資祐          | 高橋資祐 | 高橋忍          | 2月11日        |
| 6    |      | 恐怖的要塞城!                 | 上代務         | 下田正美          | 下田正美          | 千葉道徳 | 工藤英昭        | 2月18日        |
| 7    |      | 冰之黃純!                     | 上代務         | 小柴純彌          | 阿部紀之          | 双堂健   | 高田茂祝        | 2月25日        |
| 8    |      | 被封印的心                    | 橋本裕志       | 立花源十郎        | 立花源十郎        | 星和伸   | 高橋忍          | 3月4日         |
| 9    |      | 媽媽的搖籃歌                  | 橋本裕志       | 松井仁之          | 松井仁之          | 井上敦子 | 工藤英昭        | 3月11日        |
| 10   |      | 悲傷的離別                    | 橋本裕志       | 上田茂            | 榎本明廣          | 榎本明廣 | 高田茂          | 3月18日        |
| 11   |      | 苦狼門的試煉                  | 上代務         | 小柴純彌          | 小柴純彌          | 千葉道徳 | 高橋忍          | 3月25日        |
| 12   |      | 強大的方法                    | 上代務         | 下田正美          | 下田正美          | 井上敦子 | 工藤英昭        | 4月1日         |
| 13   |      | 遙遠的約定!                   | 田村龍         | 阿部紀之          | 阿部紀之          | 神戶洋行 | 高田茂祝        | 4月8日         |
| 14   |      | 超越疼痛                      | 橋本裕志       | 立花源十郎        | 立花源十郎        | 崔文英   | 高橋忍          | 4月15日        |
| 15   |      | 真正的勇氣!                   | 橋本裕志       | 松井仁之          | 松井仁之          | 西尾鉄也 | 工藤英明        | 4月22日        |
| 16   |      | 傳說之森!                     | 橋本裕志       | 小柴純彌          | 榎本明廣          | 榎本明廣 | 高田茂祝        | 4月29日        |
| 17   |      | 忍空狼的陷阱!                 | 上代務         | 下田正美          | 高橋資祐          | 高橋資祐 | 高橋忍          | 5月6日         |
| 18   |      | 九死一生!!                    | 上代務         | 野上和男          | 植田秀仁          | 西田正義 | 工藤英昭        | 5月13日        |
| 19   |      | 激鬥的最後                    | 上代務         | 水野和則          | 水野和則          | 千葉道徳 | 高田茂祝        | 5月20日        |
| 20   |      | 海豚和少年                    | 上代務         | 下田正美          | 下田正美          | 田中良   | 高田茂祝        | 5月27日        |
| 21   |      | 地獄的洞穴                    | 田村龍         | 水野和則          | 小柴純彌          | 神戶洋行 | 工藤英昭        | 6月3日         |
| 22   |      | 雷鳴拳的恐怖                  | 橋本裕志       | 立花源十郎        | 工藤紘 立花源十郎 | 崔文英   | 高田茂祝        | 6月10日        |
| 23   |      | 火焰的赤雷!                   | 橋本裕志       | 松井仁之          | 松井仁之          | 千葉道徳 | 高橋忍          | 6月17日        |
| 24   |      | 奔向自由的反叛                | 上代務         | 阿部紀之          | 榎本明廣          | 榎本明廣 | 工藤英昭        | 6月24日        |
| 25   |      | 父親和孩子!                   | 上代務         | -                 | 高橋資祐          | 高橋資祐 | 高田茂祝        | 7月1日         |
| 26   |      | 再見了洋之                    | 橋本裕志       | 水野和則          | 水野和則          | 神戶洋行 | 高橋忍          | 7月8日         |
| 27   |      | 風水之谷!                     | 田村龍         | 下田正美          | 榎本明廣          | 榎本明廣 | 工藤英昭        | 7月15日        |
| 28   |      | 魔之三獸士!                   | 橋本裕志       | 野上和男          | 荒川真嗣          | 西田正義 | 高田茂祝        | 7月22日        |
| 29   |      | 天空龍出現!                   | 橋本裕志       | 阿部紀之 高柳滋仁 | 阿部紀之          | 若林厚史 | 高橋忍          | 7月29日        |
| 30   |      | 飄忽不定的狙擊手              | 上代務         | 立花源十郎        | 立花源十郎        | 崔文英   | -               | 8月5日         |
| 31   |      | 突破包圍網                    | 橋本裕志       | 水野和則          | 榎本明廣          | 榎本明廣 | 高田茂祝        | 8月12日        |
| 32   |      | 覺醒吧赤雷!!                  | 橋本裕志       | 松井仁之          | 松井仁之          | 田中良   | 高橋忍          | 8月19日        |
| 33   |      | 邁向危機的序章                | 田村龍         | 新房昭之          | 高橋資祐          | 高橋資祐 | 工藤英昭        | 8月26日        |
| 34   |      | 呼喚死亡的幻覺!               | 橋本裕志       | 下田正美          | 阿部紀之          | 千葉道徳 | 高田茂祝        | 9月2日         |
| 35   |      | 天空的勇者!                   | 上代務         | 野上和男          | 西田正義          | 西田正義 | 柴田正人        | 9月9日         |
| 36   |      | 謎之少年!!                    | 田村龍         | 阿部紀之 高柳滋仁 | 阿部紀之 高柳滋仁 | 神戶洋行 | 高橋忍          | 9月16日        |
| 37   |      | 離別的約定                    | 橋本裕志       | 立花源十郎        | 立花源十郎        | 崔文英   | 工藤英昭        | 9月23日        |
| 38   |      | 風水的海角!                   | 田村龍         | 水野和則          | 水野和則          | 千葉道徳 | 高田茂祝        | 10月7日        |
| 39   |      | 破碎的冰塊!?天空龍再現!!      | 橋本裕志       | 水野和則          | 榎本明廣          | 榎本明廣 | 高橋忍          | 10月14日       |
| 40   |      | 招數衝突! 操霧師VS操風師      | 橋本裕志       | 松井仁之          | 松井仁之          | 神戶洋行 | 工藤英昭        | 10月28日       |
| 41   |      | 里穗子的眼淚，父親的背影        | 藤田伸三       | 新房昭之          | 吉原正行          | 吉原正行 | 高田茂祝        | 11月4日        |
| 42   |      | 憤怒之拳！斬下忍空的男人      | 田村龍         | 高柳滋仁          | 高橋資祐          | 高橋資祐 | 高橋忍          | 11月11日       |
| 43   |      | 恐怖之館！謎之幽靈豪宅        | 藤田伸三       | 野上和男          | 西田正義          | 西田正義 | 工藤英昭        | 11月18日       |
| 44   |      | 對決!?操手裡劍師的友情        | おおいとしのぶ | 水野和則          | 榎本明廣          | 井上敦子 | 高田茂祝        | 11月25日       |
| 45   |      | 忍空小姐！通關檢查突破作戰!!  | 橋本裕志       | 立花源十郎        | 立花源十郎        | 崔文英   | 高橋忍          | 12月2日        |
| 46   |      | 月下的刺客！被封印的絕招      | 橋本裕志       | 高柳滋仁          | 高柳滋仁          | 神戶洋行 | 工藤英昭        | 12月9日        |
| 47   |      | 去首都！正義的反叛者們!       | 田村龍         | 松井仁之          | 阿部紀之          | 千葉道徳 | 高田茂祝        | 12月16日       |
| 48   |      | 甦醒的記憶！母親被綁架的男人! | 橋本裕志       | 山口賴房          | 榎本明廣          | 榎本明廣 | 高橋忍          | 12月23日       |
| 49   |      | 解放出來的力量！決戰時刻      | 橋本裕志       | 水野和則          | 水野和則 阿部紀之 | 神戶洋行 | 工藤英昭        | 1996年 1月13日 |
| 50   |      | 超越力量啊風助! 最大空力!!    | 橋本裕志       | 阿部紀之          | 阿部紀之          | 西尾鉄也 | 高田茂祝        | 1月20日        |
| 51   |      | 雇用的警衛！夕陽的決鬥        | 橋本裕志       | 立花源十郎        | 立花源十郎        | 崔文英   | 高橋忍          | 1月27日        |
| 52   |      | 風助的打退強盗! 假面男之謎    | 田村龍         | 水野和則          | 高橋資祐          | 高橋資祐 | 工藤英昭        | 2月3日         |
| 53   |      | 友情的舞台! 洋之的秘密        | 橋本裕志       | 高柳滋仁          | 高柳滋仁          | 千葉道徳 | 高田茂祝        | 2月10日        |
| 54   |      | 消失的捲軸!!惡人是誰?!        | 橋本裕志       | 松井仁之          | 榎本明廣          | 榎本明廣 | 高橋忍          | 2月17日        |
| 55   |      | 風助成為電影明星?!            | 田村龍         | 山口賴房          | 山口賴房 神戶洋行 | 神戶洋行 | 工藤英昭 高橋忍 | 2月24日        |

## 遊戲軟體
- 1995年 Game Boy用軟體《NINKU -忍空-》
- 1995年 Game Boy用軟體《忍空 第2弾 忍空戦争編》
- 1995年7月21日 Game Gear用軟體《NINKU -忍空-》
- 1995年11月3日 Game Gear用軟體《忍空外伝 ヒロユキ大活劇》
- 1995年12月22日 Game Gear用軟體《忍空2 天空龍への道》
- 1995年 PlayStation用軟體《NINKU -忍空-》
- 1996年 SEGA Saturn用軟體《NINKU－忍空－〜強気な奴等の大激突!〜》
- 2006年 任天堂DS用軟體《Jump明星終極大亂鬥》

## 關連項目
- 戰國甲子園〜九犬士傳說〜

## 外部連結
- WEBアニメスタイル　DATA BASE （页面存档备份，存于）（日語）